# Dinh tổng giám mục, Warszawa
Cung điện của tổng giám mục (tiếng Ba Lan: Pałac Prymasowski) là một cung điện lịch sử tại đường Senatorska ở quận Śródmieście của Warsaw, Ba Lan.

## Lịch sử
Việc xây dựng cung điện bắt đầu vào năm 1593, xuất phát từ sáng kiến của Giám mục Płock Wojciech Baranowski. Sau khi trở thành Tổng giám mục của Ba Lan, ông đã biến cung điện thành trụ sở của Tổng giám mục. Nó đã bị phá hủy trong những năm của Đại Hồng Thủy Thụy Điển vào năm 1655-1657. Kiến trúc sư Józef Fontana đã được thuê để tái thiết nơi đây. Tuy nhiên, nó đã bị cướp phá một lần nữa vào năm 1704 bởi Saxons, Vlachs và Cossacks.
Cho đến năm 1795, các phòng trong cung điện đóng vai trò là nhà của Tổng giám mục Ba Lan. Tòa nhà dần được mở rộng. Vào cuối thế kỷ 17, nó được mở rộng bởi kiến trúc sư Tylman van Gameren. Vào nửa đầu thế kỷ 18, nó được xây dựng lại theo phong cách rococo để phục vụ như một nơi cư trú của Tổng giám mục Adam Ignacy Komorowski. Từ 1777-1786, cung điện được xây dựng lại hoàn toàn theo phong cách Cổ điển. Cơ thể chính của tòa nhà được mở rộng với cánh phụ với sảnh đường. Các kiến trúc sư đã thiết kế nội thất là Jan Chrystian Kamsetzer và Szymon Bogumił Zug.
Từ thế kỷ 18, nó phục vụ nhiều mục đích khác nhau và là trụ sở của rất nhiều tổ chức. Trong thời kỳ giữa chiến tranh, nó là trụ sở của Bộ Nông nghiệp. Cung điện đã bị phá hủy trong cuộc xâm lược của Đức Quốc xã ở Ba Lan, sau chiến tranh, nó đã dần được khôi phục. Sau đó nó phục vụ chính quyền thành phố và, một số lễ cưới của người dân cũng được tổ chức ở đó. Ngày nay, nó là trụ sở văn phòng của các công ty khác nhau và hội trường lịch sử của nó được sử dụng cho mục đích hội nghị và triển lãm.

## Hình ảnh

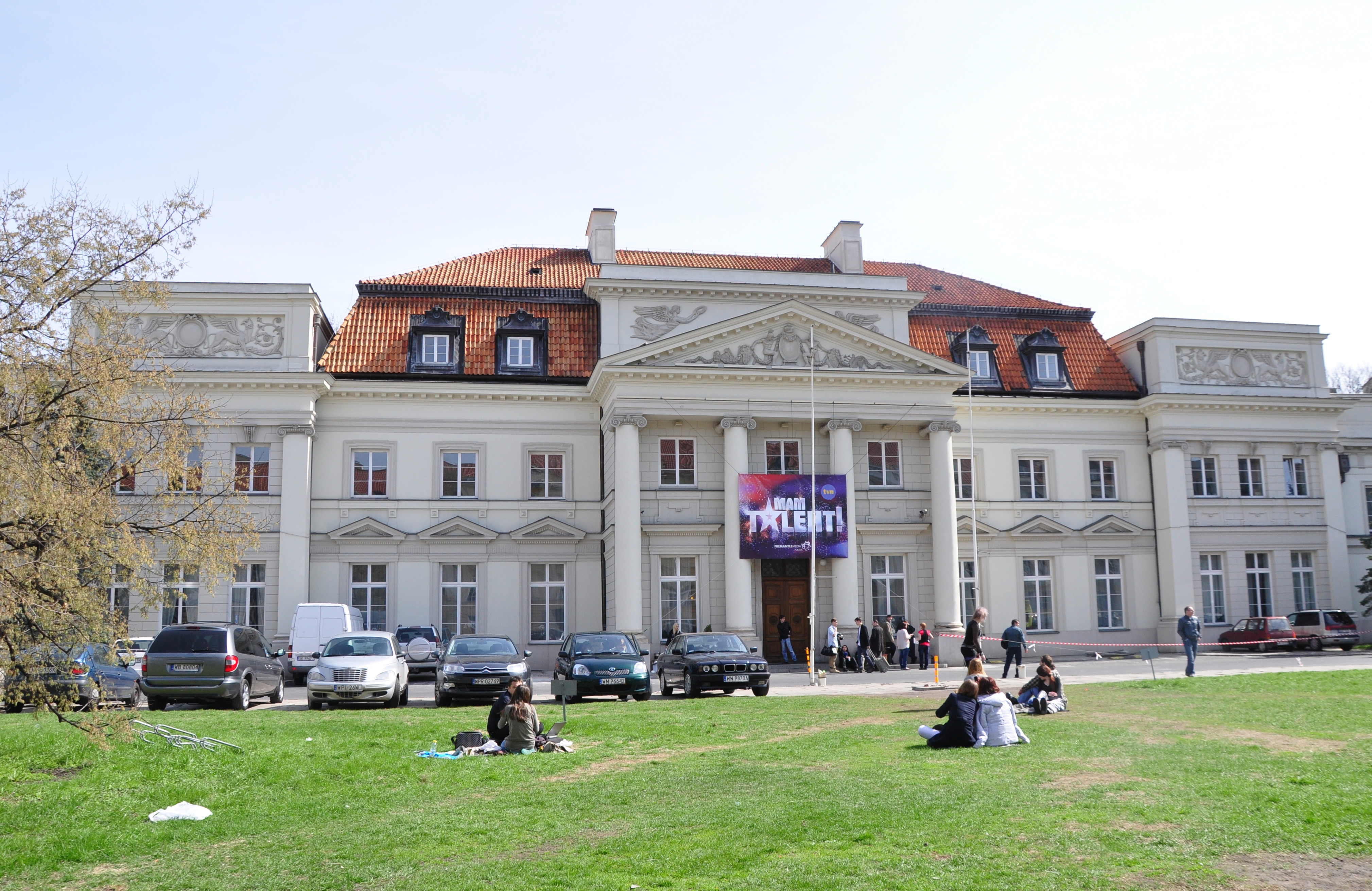
Cung điện vào mùa hè
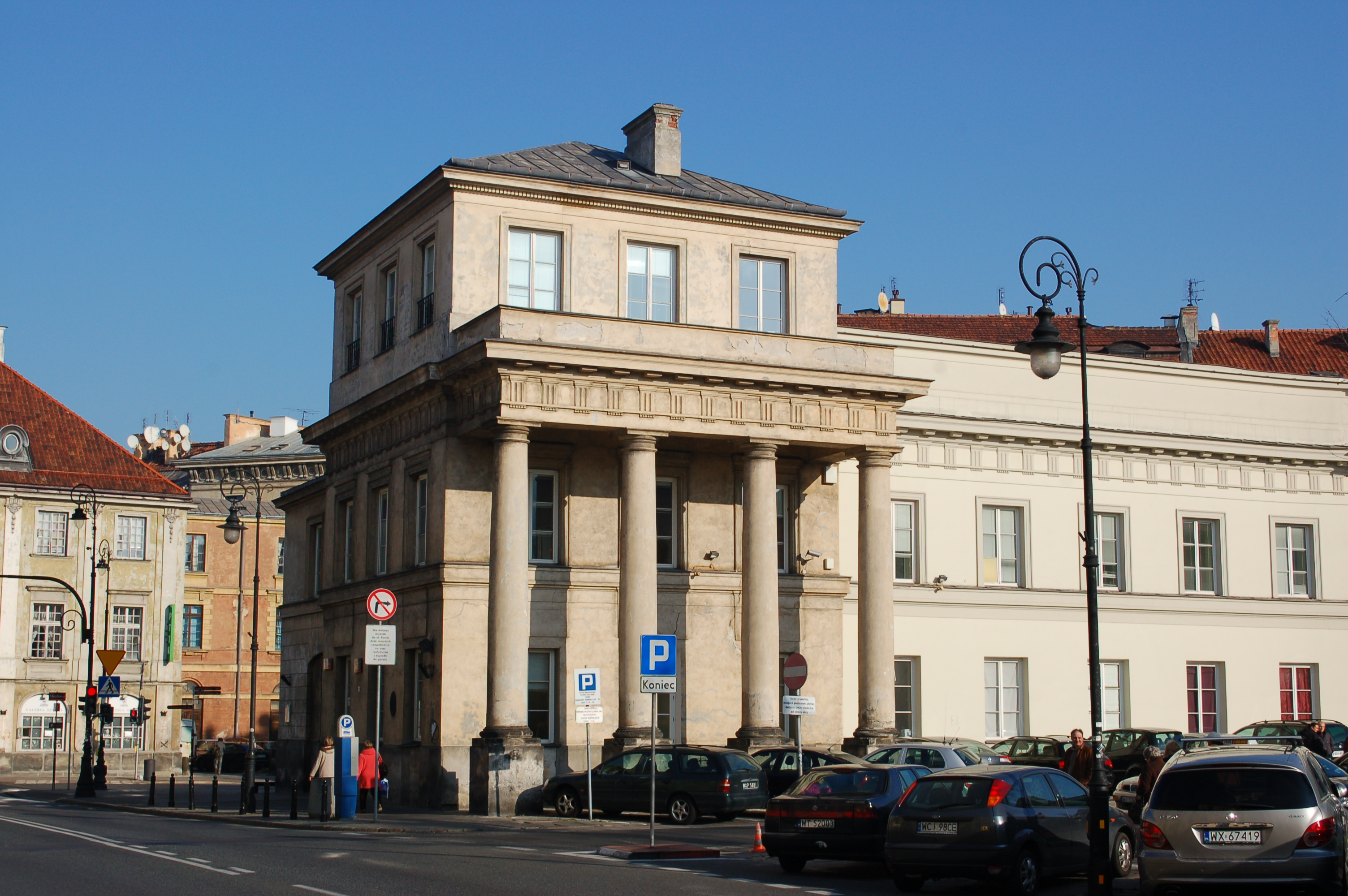
Cánh đông
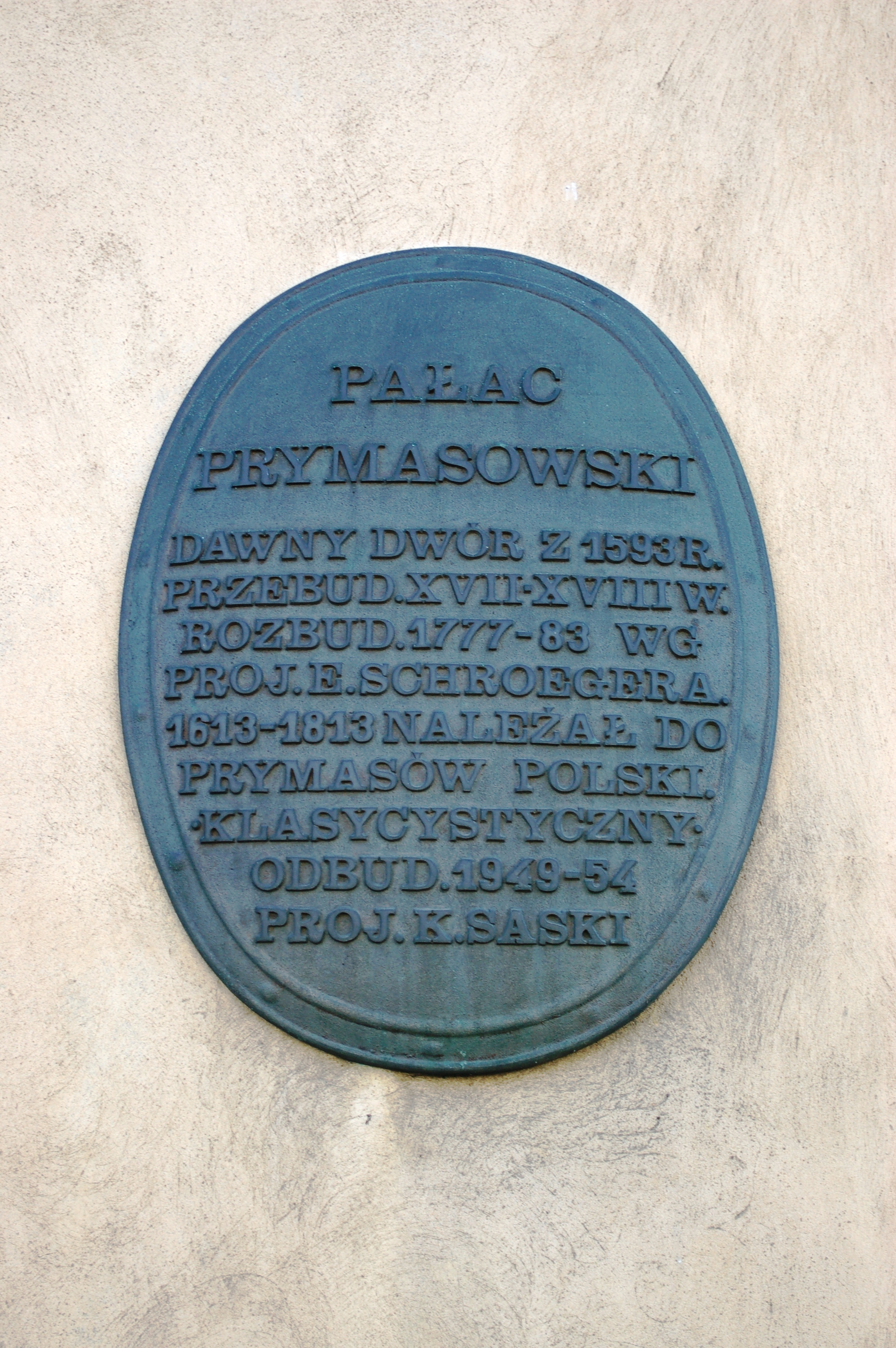
Mảng thông tin